# Логор Јиндриховице
Логор смрти Јиндриховице (  — Хајнрихсгрин) је био аустроугарски концентрациони логор за Србе, Русе и Италијане.

## Историја
Налази у данашњој Чешкој Републици, у близини границе са Немачком, у малом месту Јиндриховице (Соколов) удаљеном око 25 километара од чувене бање Карлове Вари. У Јиндриховицама се, за време Првог светског рата, од 1914. до 1918. године, налазио највећи концентрациони логор на територији Аустроугарске кроз који је прошло око 40.000 заробљеника. Робијали су Италијани, Руси, Литванци, Румуни, а највише је било заробљених Срба, како војника, тако и цивилног народа, који је аустроугарска војска купила у походу по Србији и железницом доводила у логор. Заробљеника је било из свих крајева Србије, а највише из Шумадије и Ваљевског краја.
Логораши су били принуђени да у тешким условима раде са минималном исхраном, градили су резервоар за воду у логору, радили у каменолому, правили путеве и мостове, градили хемијску фабрику у Соколову, граду удаљеном око 30 км у који су одлазили и враћали се пешице сваког дана.
Логор је био посебан, јер нико од логораша није био убијен, али су услови у логору били тешки, хладноћа и зараза су харали, лечење није постојало, дневно је умирало око 40 људи. Сваког дана у 15 часова тужна поворка са умрлима је ишла до оближње заједничке гробнице, у којој су полагана тела умрлих свих узраста од деце до стараца.
Најстарија жртва логора је био српски православни свештеник од 92. године, а најмлађа његов унук од 8 година.
По завршетку рата, Томаш Масарик, тадашњи председник Чехословачке, који је био велики пријатељ краља Александра, поклонио је југословенској држави територију где су страдали логораши да би саградили српско војничко гробље у Јиндриховицама (спомен костурницу) за преко 7.100 настрадалих српских заробљеника и 180 руских војника. Током 1924. године радило се о концентрисању 3.000 гробова Срба, који је требало да буду пренесени у нову костурницу од гвожђа и бетона. Костурница је имала у пречнику 40 метара, а у зидовима су планирани сандучићи за сваког познатог покојника. За оне који су непознатог идентитета остало је да буду сахрањени у општим гробницама, по 20-30 заједно. У костурници је уведена електрична струја, а на површини земље уређен велики парк са капелом и спомен обелиском у средишту засада.

## Галерија
- Маузолеј
- Маузолеј
- Српско војно гробље
- Српско војно гробље
- Чедомир Глишовић
- Радомир Тодоровић